# سیدهاشمی
سیدهاشمی (لامرد)، روستایی از توابع بخش علامرودشت شهرستان لامرد در استان فارس ایران است.

## جمعیت
این روستا در دهستان کهنویه قرار دارد و بر اساس سرشماری مرکز آمار ایران در سال ۱۳۸۵، جمعیت آن ۲۹۱ نفر (۶۵ خانوار) بوده‌است.